# Kurinjipadi
Kurinjipadi es una ciudad y nagar Panchayat situada en el distrito de Cuddalore en el estado de Tamil Nadu (India). Su población es de 27471 habitantes (2011). Se encuentra a 29 km de Cuddalore.

## Demografía
Según el censo de 2011 la población de Kurinjipadi era de 27471 habitantes, de los cuales 13772 eran hombres y 13699 eran mujeres. Kurinjipadi tiene una tasa media de alfabetización del 79,17%, inferior a la media estatal del 80,09%: la alfabetización masculina es del 86,76%, y la alfabetización femenina del 71,64%.